# 楊良

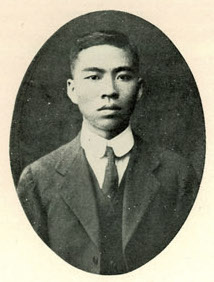
楊良

楊良（1892年6月9日—1966年），字瓊玉，臺灣新竹香山人，經商有成之餘亦參與政治活動，曾贊助臺灣議會設置請願運動，後來亦成為臺灣文化協會的重要成員，因而為當時的政府所忌。日後在二二八事件中，曾以新竹市二二八處理委員會委員兼財務組長的身分維持新竹地區的治安，但後來卻被當作新竹地區滋擾事件的主謀者之一，此後楊良淡出政治，專心經營事業。
楊良的事業最初是經營海產，後來擴及雜糧與肥料，而後自41歲到69歲期間相繼興辦製糖業，包括龍潭製糖會社、新生糖廠、新南糖廠、新高糖業等，此外後來還在臺北與新竹分別成立新興商行與華南製藥公司。

## 生平
楊良先世由福建泉州晉水渡台，歷代業農。光緒十八年五月十五日（1892年6月9日），楊良出生於臺北府新竹縣竹北一堡虎仔山，為家中長男。六歲入漢文私塾讀四書五經，十三歲父親楊明珠逝世，以家貧輟學，於是立志從商。初寄居竹塹城內舅母家，後於18歲時，便獨資開設隆順商行，專營海產，後來事業逐漸擴及雜糧、肥料等業務，獲得大量收益，名聞全臺。
楊良自1921年起，開始捐資襄助臺灣議會設置請願運動。後參加臺灣文化協會（文協），與林獻堂、楊肇嘉同為該會重要成員。1925年，文協新竹支部成立，楊良與戴雙喜、林浴沂等人共同擔任理事。由於文協的巡迴演講獲得民眾的熱烈支持，影響力日增，楊氏於1926年4月遭日方以「橫領」罪嫌關押。1927年11月3日，文協於新竹西門媽祖廟進行講演，遭到警方無理干預，引起群眾憤怒並前往新竹郡役所抗議，甚至有人對拘役投擲石塊，史稱「新竹騷亂事件」。該事件造成多達百餘人被捕移送拘禁，遲至次年三月才約有六十餘人獲准保釋。唯大多無力繳交五十元之保證金，楊氏乃宣稱「儘可向他融通」，為成員支付保釋金。1927年7月，臺灣民眾黨成立，當選為中央委員，次年擔任經濟委員會委員。在楊良資助下，臺灣民眾黨新竹支部於1929年購入購入新竹州廳前的二層樓店屋作為辦公室。
1928年，楊良被選為新竹商工協會理事、新竹信用組合監事，隨後又興辦製糖事業，先後創設創設龍潭製糖會社、新南糖廠（位於今南化鄉）、新生糖廠（位於今新竹東勢）、新高糖業（位於今南投埔里）等工廠。1931年，當選為新竹市信用組合監事，配合民眾黨「確立產業組合等團體中本島人士自主權及排斥內地內（日人）企業家」的政策，與黃旺成等組成改革派，向日本人及御用親日社員對抗，爭取台灣本島人士的權益。楊良與黃旺成的政治理念類似，也因此後來黃氏將其次女黃蕙蘭嫁給楊良的次子楊思槐，共結秦晉之好。

### 二次大戰後
1947年，二二八事件爆發，部份由台北來新竹的學生，積極活動，楊氏再三以對本地瞭解不足為由，勸告學生不宜採取過激行動，其本人並盡力奔走協調，全力維持地方安寧。由於平日在地方甚得人望，被列名為「新竹市二二八處理委員會委員兼財務組長」，妥為處理善後。但在事件平靖後，竟被視為新竹地區滋擾事件的主動者之一，備受困擾，此後不再過問政治。楊氏自41歲至69歲間，相繼興辦製糖事業，經營新興商行（位於今台北），華南製藥公司（位於今新竹）。1966年去世，享年75歲。

## 家庭
- 父：楊明珠
- 妻：吳月
- 子
  - 次男：楊思槐，京都帝大文科畢
  - 三男：楊思標 ，後任台大醫學院院長
  - 四男：楊思松，曾於廈門金融組合任職
  - 五男：楊思柏